# سعادت‌آباد (رشتخوار)
سعادت‌آباد رشتخوار (رشتخوار)، روستایی از توابع بخش مرکزی شهرستان رشتخوار در استان خراسان رضوی ایران است.

## جمعیت
این روستا در دهستان رشتخوار قرار دارد و براساس سرشماری مرکز آمار ایران در سال ۱۳۹۵، جمعیت آن ۲۴۳۰ نفر (۶۵۰خانوار) بوده‌است.